# 1563 Noël
1563 Noël là một tiểu hành tinh vành đai chính với chu kỳ quỹ đạo là 1184.8564680 ngày (3.24 năm).
Nó được phát hiện 7 tháng 3 năm 1943.